# Eisenbahnunfall von Bourne End
Bei dem Eisenbahnunfall von Bourne End entgleiste aufgrund überhöhter Geschwindigkeit am 30. September 1945 ein Zug auf der West Coast Main Line bei Bourne End in Hertfordshire, Großbritannien. 43 Menschen starben.

## Ausgangslage
Der Nachtschnellzug war am Abend des 29. September (planmäßige Abfahrt: 20:20) von Perth in Schottland nach London-Euston mit 60 mph (knapp 100 km/h) unterwegs. Er führte 15 Wagen und wurde von einer Dampflokomotive der Bauart LMS 6100 Royal Scot mit der Nr. 6157 und dem Namen The Royal Artilleryman gezogen. Den Zug nutzten 398 Reisende, 42 davon die Schlafwagen. Der Lokomotivführer war erfahren und zuverlässig, allerdings durch einen kriegsbedingten Personalengpass seit 26 Tagen in Folge im Dienst. Die Sicht an diesem sonnigen Morgen war gut.
Im Bereich von Bourne End war die Strecke viergleisig: Für jede Fahrtrichtung gab es je ein Gleis für schnellere und langsamere Züge. Aufgrund von Bauarbeiten am Watford-Tunnel war vorgesehen, den Schnellzug von dem Gleis für schnell fahrende Züge auf das für langsam fahrende umzuleiten. Bei Bourne End gab es die dafür erforderliche Weichenverbindung zwischen den beiden Gleisen. Diese Überleitstelle war durch zwei Signale, ein Vor- und ein Hauptsignal, gesichert, die dem Lokomotivführer anzeigten, dass für den Gleiswechsel die Geschwindigkeit auf 15 mph (25 km/h) zu reduzieren war. Außerdem war die Fahrt über das abweichende Gleis den betroffenen Lokomotivführern schriftlich mitgeteilt worden. Der Lokomotivführer des Nachtzuges hatte die Ankündigung auch gelesen.

## Unfallhergang
Der Lokomotivführer war vermutlich durch Übermüdung unaufmerksam und beachtete die Geschwindigkeitsbegrenzung nicht. Er fuhr weiter mit 60 mph. Der Zug entgleiste beim Befahren der Weichenverbindung um 9:03 Uhr. Die Lokomotive und die ersten sechs Wagen überschlugen sich, stürzten eine Böschung hinunter und blieben in einem Feld liegen. Die sechs folgenden Wagen entgleisten. Nur die drei letzten Wagen waren nicht betroffen.

## Folgen
43 Menschen starben – darunter der Lokomotivführer und der Heizer –, 124 weitere wurden verletzt, 64 davon schwer.
Der Unfall wurde von einem Piloten der Royal Air Force während seines Starts vom benachbarten Flugplatz Bovingdon beobachtet. Er verständigte über den Kontrollturm die Bahn von dem Unfall. Das Personal des Flugplatzes half maßgeblich den Rettungs- und Bergungsarbeiten.

## Ähnliche Unfälle
- Eisenbahnunfall von Müllheim
- Eisenbahnunfall von Brühl

### Film
- Bourne End Crash. 16-mm-Nachrichtenfilm, 3 Minuten.[2]